# 1286
Il 1286 (MCCLXXXVI in numeri romani) è un anno  del XIII secolo.

## Nati
- 2 febbraio - Giovanna de Geneville, II baronessa di Geneville, nobile britannica († 1356)
- 8 marzo - Giovanni III di Bretagna, sovrano († 1341)
- Ben Calonymos Calonymos, poeta, scrittore e filosofo francese
- Marco Corner, doge († 1368)
- Ugo Despenser il Giovane, pirata e nobile britannico († 1326)
- James Douglas, condottiero scozzese († 1330)
- Guglielmo I di Hainaut, nobile francese († 1337)
- Agnese di Savoia, contessa († 1322)
- Ulrico III di Württemberg, nobile tedesco († 1344)
- Ibn-i Yamin, poeta persiano († 1368)
- Beatrice da Correggio, nobile italiana († 1321)

## Morti
- 5 gennaio - Zhenjin, principe mongolo (n. 1243)
- 4 febbraio - Anna Comnena Ducaina, principessa bizantina
- 17 febbraio - Luca Belludi, religioso e beato italiano (n. 1200)
- 19 marzo - Alessandro III di Scozia, re (n. 1241)
- 20 marzo - Ambrogio Sansedoni, religioso italiano (n. 1220)
- 20 marzo - Abu Yusuf Ya'qub ibn 'Abd al-Haqq, sultano marocchino
- 25 maggio - Bernardo I di Jauer-Löwenberg, nobile
- 30 luglio - Barebreo, teologo, storico e vescovo cristiano orientale siro (n. 1226)
- 16 agosto - Jacopo da Castelbuono, vescovo cattolico italiano
- 8 ottobre - Giovanni I di Bretagna, francese (n. 1217)
- 1º novembre - Anchero di Troyes, cardinale francese
- 22 novembre - Eric V di Danimarca, re danese (n. 1249)
- Orso degli Alberti, italiano
- Arlotto da Prato, francescano e teologo italiano
- Bernardo I di Werle, principe (n. 1245)
- Corrado dei Bonacolsi, nobile italiano
- Bruno da Longobucco, medico e chirurgo italiano
- Maurice FitzGerald, III signore di Offaly, nobile irlandese (n. 1238)
- Ghiyath al-Din I di Delhi, sultano turco
- Pantaleone Giustinian, patriarca cattolico italiano
- Gruffydd ap Gwenwynwyn, principe gallese
- Saru Batu Savci Bey, nobile ottomano (n. 1249)
- Guidaloste Vergiolesi, vescovo cattolico italiano
- Sofia di Danimarca, regina danese (n. 1241)
- Ibn Sa'id al-Maghribi, geografo, storico e poeta arabo (n. 1213)
- Ibn al-Quff, medico arabo (n. 1233)

## Calendario
| Calendario 1286 | Calendario 1286 | Calendario 1286 | Calendario 1286 | Calendario 1286 | Calendario 1286 | Calendario 1286 | Calendario 1286 | Calendario 1286 | Calendario 1286 | Calendario 1286 | Calendario 1286 | Calendario 1286 | Calendario 1286 | Calendario 1286 | Calendario 1286 | Calendario 1286 | Calendario 1286 | Calendario 1286 | Calendario 1286 | Calendario 1286 | Calendario 1286 | Calendario 1286 | Calendario 1286 | Calendario 1286 | Calendario 1286 | Calendario 1286 | Calendario 1286 | Calendario 1286 | Calendario 1286 | Calendario 1286 | Calendario 1286 | Calendario 1286 |
| --------------- | --------------- | --------------- | --------------- | --------------- | --------------- | --------------- | --------------- | --------------- | --------------- | --------------- | --------------- | --------------- | --------------- | --------------- | --------------- | --------------- | --------------- | --------------- | --------------- | --------------- | --------------- | --------------- | --------------- | --------------- | --------------- | --------------- | --------------- | --------------- | --------------- | --------------- | --------------- | --------------- |
|                 | 1               | 2               | 3               | 4               | 5               | 6               | 7               | 8               | 9               | 10              | 11              | 12              | 13              | 14              | 15              | 16              | 17              | 18              | 19              | 20              | 21              | 22              | 23              | 24              | 25              | 26              | 27              | 28              | 29              | 30              | 31              |                 |
| Gennaio         | Ma              | Me              | Gi              | Ve              | Sa              | Do              | Lu              | Ma              | Me              | Gi              | Ve              | Sa              | Do              | Lu              | Ma              | Me              | Gi              | Ve              | Sa              | Do              | Lu              | Ma              | Me              | Gi              | Ve              | Sa              | Do              | Lu              | Ma              | Me              | Gi              |                 |
| Febbraio        | Ve              | Sa              | Do              | Lu              | Ma              | Me              | Gi              | Ve              | Sa              | Do              | Lu              | Ma              | Me              | Gi              | Ve              | Sa              | Do              | Lu              | Ma              | Me              | Gi              | Ve              | Sa              | Do              | Lu              | Ma              | Me              | Gi              |                 |                 |                 |                 |
| Marzo           | Ve              | Sa              | Do              | Lu              | Ma              | Me              | Gi              | Ve              | Sa              | Do              | Lu              | Ma              | Me              | Gi              | Ve              | Sa              | Do              | Lu              | Ma              | Me              | Gi              | Ve              | Sa              | Do              | Lu              | Ma              | Me              | Gi              | Ve              | Sa              | Do              |                 |
| Aprile          | Lu              | Ma              | Me              | Gi              | Ve              | Sa              | Do              | Lu              | Ma              | Me              | Gi              | Ve              | Sa              | Do              | Lu              | Ma              | Me              | Gi              | Ve              | Sa              | Do              | Lu              | Ma              | Me              | Gi              | Ve              | Sa              | Do              | Lu              | Ma              |                 |                 |
| Maggio          | Me              | Gi              | Ve              | Sa              | Do              | Lu              | Ma              | Me              | Gi              | Ve              | Sa              | Do              | Lu              | Ma              | Me              | Gi              | Ve              | Sa              | Do              | Lu              | Ma              | Me              | Gi              | Ve              | Sa              | Do              | Lu              | Ma              | Me              | Gi              | Ve              |                 |
| Giugno          | Sa              | Do              | Lu              | Ma              | Me              | Gi              | Ve              | Sa              | Do              | Lu              | Ma              | Me              | Gi              | Ve              | Sa              | Do              | Lu              | Ma              | Me              | Gi              | Ve              | Sa              | Do              | Lu              | Ma              | Me              | Gi              | Ve              | Sa              | Do              |                 |                 |
| Luglio          | Lu              | Ma              | Me              | Gi              | Ve              | Sa              | Do              | Lu              | Ma              | Me              | Gi              | Ve              | Sa              | Do              | Lu              | Ma              | Me              | Gi              | Ve              | Sa              | Do              | Lu              | Ma              | Me              | Gi              | Ve              | Sa              | Do              | Lu              | Ma              | Me              |                 |
| Agosto          | Gi              | Ve              | Sa              | Do              | Lu              | Ma              | Me              | Gi              | Ve              | Sa              | Do              | Lu              | Ma              | Me              | Gi              | Ve              | Sa              | Do              | Lu              | Ma              | Me              | Gi              | Ve              | Sa              | Do              | Lu              | Ma              | Me              | Gi              | Ve              | Sa              |                 |
| Settembre       | Do              | Lu              | Ma              | Me              | Gi              | Ve              | Sa              | Do              | Lu              | Ma              | Me              | Gi              | Ve              | Sa              | Do              | Lu              | Ma              | Me              | Gi              | Ve              | Sa              | Do              | Lu              | Ma              | Me              | Gi              | Ve              | Sa              | Do              | Lu              |                 |                 |
| Ottobre         | Ma              | Me              | Gi              | Ve              | Sa              | Do              | Lu              | Ma              | Me              | Gi              | Ve              | Sa              | Do              | Lu              | Ma              | Me              | Gi              | Ve              | Sa              | Do              | Lu              | Ma              | Me              | Gi              | Ve              | Sa              | Do              | Lu              | Ma              | Me              | Gi              |                 |
| Novembre        | Ve              | Sa              | Do              | Lu              | Ma              | Me              | Gi              | Ve              | Sa              | Do              | Lu              | Ma              | Me              | Gi              | Ve              | Sa              | Do              | Lu              | Ma              | Me              | Gi              | Ve              | Sa              | Do              | Lu              | Ma              | Me              | Gi              | Ve              | Sa              |                 |                 |
| Dicembre        | Do              | Lu              | Ma              | Me              | Gi              | Ve              | Sa              | Do              | Lu              | Ma              | Me              | Gi              | Ve              | Sa              | Do              | Lu              | Ma              | Me              | Gi              | Ve              | Sa              | Do              | Lu              | Ma              | Me              | Gi              | Ve              | Sa              | Do              | Lu              | Ma              |                 |